# Schizoprymnus rasus
Schizoprymnus rasus är en stekelart som beskrevs av Papp 1999. Schizoprymnus rasus ingår i släktet Schizoprymnus och familjen bracksteklar. Inga underarter finns listade i Catalogue of Life.